# Kaiping
Kaiping (开平市S, KāipíngP) è una città-contea della Cina, situata nella provincia del Guangdong e amministrata dalla prefettura di Jiangmen.